# A Demanda do "R"
A Demanda do "R" é uma série de animação que conta as aventuras de um grupo de heróis que se aventura na Terra das Letras para recuperar a letra "R" que foi roubada do reino encantado de Fantasia, por um malvado feiticeiro como ato de vingança por os seus habitantes não o terem eleito como seu novo rei.  
Criada e escrita por Humberto Santana, com desenhos originais e storyboards de Rui Cardoso, a série foi produzida pela Animanostra e co-produzida pelo Club D’Investissement Media, pela RTP e pela Millimages. «A Demanda do "R"» foi realizada por Humberto Santana e Rui Cardoso, tendo a música e banda-sonora estado a cargo de Paulo Curado. A série contou ainda com um grupo de elite de atores de dobragem como Peter Michael, Teresa Sobral e Carlos Macedo.
A série fez sua estreia na RTP2 em 1997 no programa infantil "Um, Dó, Li, Tá" e foi repetida diversas vezes no início dos anos 2000, com a última reprise na RTP Memória, sob a rubrica "O que eles viam", em meados dos anos 2000. Em 2005, a série foi lançada em um pacote de 2 DVDs pela Vidisco, com os episódios incluídos no primeiro DVD (áudio e legendas em português e inglês) e diversos extras no segundo DVD.
Os episódios estiveram disponíveis no site da RTP até 2017, mas foram retirados.* Desde 5 de maio de 2009, a série continua disponível no YouTube na sua íntegra (com o genérico e os créditos cortados).
*(não confirmada, segundo a última atualização do site em 02/06/2017)

## História
A história passa-se no reino encantado de Fantasia, onde a vida corria sossegada e pacifica. Um dia, o Rei e a Rainha morrem durante o sono e como não deixaram descendentes, é organizada uma votação para os habitantes do reino escolherem o novo Rei. Rapidamente aparecem dois candidatos, o amigável Vicente Generoso e o malvado Hipólito Lixado. Vicente vence a votação por unanimidade, tornando-se o novo Rei de Fantasia. Mas Hipólito Lixado, que na realidade era um terrível feiticeiro, sentindo-se enganado e vexado pelos habitantes de Fantasia, prepara uma vingança e decide roubar a letra "R". A letra desaparece assim de todo o reino, fazendo com que ninguém fale ou escreva como deve ser, pois o "R" desaparece magicamente do seu vocabulário.
Para resolver o problema, o Rei Vicente parte para a Terra das Letras para trazer de volta o "R". O jovem rei faz-se assim acompanhar dos seus dois melhores amigos, Orlando Estudioso e Casimiro Lenhador, sem sonhar com o que é que irão encontrar na sua busca. Passando pelos diversos países da Terra das Letras, cada um deles diferente dos restantes, os três amigos encontram habitantes desta terra mágica que os irão ajudar a derrotar Hipólito Lixado, como a Fada Virgulinha, o Gnomo Aspinhas e o Ponto Mago, enquanto que outros como o Rei Borrão e o Capitão Pérfido tudo farão para os impedir de chegarem ao seu objectivo.

## Ficha Técnica
As informações da ficha técnica foram obtidas no site disponível na referência
- Título: A Demanda do "R"
- Data de estreia: 1997-1998
- País de origem:  Portugal
- Idioma original: Língua portuguesa
- Duração: 13 minutos por episódio
- Formato: 4/3
- Gênero: Animação, comédia
- Público: Infantil

### Equipe de Produção
- Realização: Humberto Santana, Rui Cardoso
- Produção: Humberto Santana, Luís da Matta Almeida, Roch Lener
- Direção de Produção: Tanguy Olivier
- Assistente de Produção e Sincronização Labial: Luíza David
- Diretora do Estúdio de Animação: Adela Craciunoiu

### Criação e Roteiro
- Argumento e Diálogos: Humberto Santana
- Desenhos Originais e Storyboard: Rui Cardoso

### Música e Sonoplastia
- Paulo Curado

### Animação
- Diretores de Animação: Virgil Toader, Dinu Petrescu
- Diretor Técnico: Costel Matthews
- Montagem: Companhia de Animação, Carlos Gê
- Animação 3D: Companhia de Animação, Dan Ignescu, Radu Lipsa, Vítor Gorjão, Rui Tapadinha
- Lay-outs: Razvan Patriche, Bogdan Patriche, Laurentin Sabu, Florica Vintila, Roland Pupaza, Annelise Begu, Adrian Hoble, Ion Manesa, Cristian Badca
- Animação: Afonso Cruz, Emanuel Militão, V & V Cartoon, Adrian Baluta, Velica Vasile, Daniel Rebegea, L. Gheorghe, Petre Flórea, C. Barbulescu, Razvan Vrabie, Dan Oprea, Adrian Gheorghe, Octavian Frecea, Doina Cionga, Miltai Sapetru, V. Semionov

### Vozes
- Direção de Vozes Portuguesas: Teresa Sobral
- Vozes Portuguesas:[5]

| Personagem        | Voz            |
| ----------------- | -------------- |
| Vicente Generoso  | Teresa Sobral  |
| Casimiro Lenhador | Luís Lucas     |
| Orlando Estudioso | Claudia Cadima |
| Hipólito Lixado   | Carlos Macedo  |
| Vozes Adicionais  | Peter Michael  |

### Supervisão e Apoio
- Supervisores de Sistema Informático: Camélia Nicolae, Carlos Gê
- Intervalistas: Laura Carvalhosa, Madalina Radan, Dana Lupu, Eugen Baluta, Laura Jianu, Laura Alecu, Aura Grigorescu, Kobert Wegeeman, Michaela Dobocan, Cecília Cristian, Ana Andreescu
- Artes-Finais: Cristian Draghici, Marian Kotarn, Laura Cetodc, Cornélia Badea, Bianca Dragu, Aura Buliga, Dana Rotaru, Iulian Margelatu, Nadina Dascalu, Cristina Mititelu, Sílvia Mtrea, Dana Cucuta, Binca Dobrescu, Laura Carvalhosa

### Verificações e Tratamentos
- Line-Test: Marius Buculei, Valentin Cheroin, Andrei Oltean, Cláudia Bala
- Cenários: Daniel Cocoana, Dragos Dominte, Marian Bogdan
- Checking: Iona Popescu, Madalina Apostu, Rodica Gorgeanu, Camélia Flórea, Valentina Ortopelea
- Supervisores de Pintura: Doina Turmac, Cármen Terescence, Daniela Postulache
- Tratamento Inforgráfico: Brandusa Bandalac, Olimpiu Bandalac, F. Constantinescu, Daniela Pasmangia

### Produção e Financiamento
- Assistentes: Virgínia Calofir, Michaela Parjolea, Doina Muresau, Mariana Iordan, Anca Barbu, Alida Guta
- Pós-Produção Áudio: RTP, Calado Saúde, José Courinha, Isabel Matos, João Pedro Elias
- Contabilidade de Produção: Margarida Almeida
- Jurista: Dra. Deborah Ezaguy
- Financiamento: IPACA
- Apoio: CARTOON MEDIA
- Co-Produção: Club D’Investissement Media, RTP, Millimages, Humberto Santana, Rui Cardoso, Luís da Matta Almeida, Paulo Curado

## Personagens
- Vicente Generoso - Bondoso e generoso como o seu apelido indica, Vicente é um jovem leão jardineiro que se torna o novo rei do Reino de Fantasia, após a morte dos monarcas anteriores. Após o roubo da letra da "R" por Hipólito Lixado, é Vicente quem decide ir à Terra das Letras para a recuperar. Munido de uma boa disposição, de um otimismo inabalável, assim como de uma enorme coragem, o jovem rei irá liderar o seu grupo de amigos numa demanda inesquecível.
- Orlando Estudioso - Sempre agarrado aos livros, Orlando é um jovem mocho que aspira a um dia tornar-se no habitante mais esperto do reino de Fantasia. É um pouco cobarde, mas ainda assim, não foge perante o perigo, acompanhando os seus amigos nesta incrível aventura. É visto como o mais inteligente do grupo, assumindo assim o papel de cérebro do grupo.
- Casimiro Lenhador - Lenhador de profissão e de nome, Casimiro é um jovem castor que leva muito a sério o seu trabalho. É determinado e teimoso, e possui um temperamento no mínimo explosivo, irritando-se com alguma facilidade. Mesmo assim, preocupa-se com os seus amigos e está sempre pronto para os defender contra todos os perigos.
- Hipólito Lixado - Hipólito Lixado é um cruel, maligno e diabólico feiticeiro. Quando não conseguiu ser eleito como o novo rei de Fantasia, decidiu vingar-se do povo do reino, roubando a letra "R". Porém, o roubo dessa letra seria apenas o início do seu esquema, pois o seu verdadeiro objectivo era destruir todas as letras do alfabeto e regressar a Fantasia, onde os seus habitantes seriam obrigados a elegerem-no como seu rei devido ao facto de este ser o único a ter conhecimento das letras do alfabeto, após a sua destruição.
- Detritos - Detritos é uma espécie de criatura semelhante a um sapo que serve como a mascote e espião leal de Hipólito Lixado. Geralmente é o alvo dos afectos ou dos ataques de raiva do malvado feiiticeiro, sendo recompensado pelos esforços ou então castigado pelos seus falhanços.
- Rei Borrão - Feio e pouco inteligente, o Rei Borrão é o rei dos ogres, uma raça de criaturas que passa a vida fazer disparates na terra do "E". Durante muito tempo, os habitantes da Terra das Letras toleraram o comportamento de Borrão e dos seus ogres pois estes não eram mais do que umas pestes, que passam a vida a criar problemas. Mas quando Borrão se alia a Hipólito Lixado, torna-se uma ameaça em todos os sentidos às criaturas que vivem na Terra das Letras.
- Capitão Pérfido - Senhor dos mares, o Capitão Pérfido é um pirata com uma característica que o torna único, mesmo na Terra das Letras; este tem duas cabeças que passam a vida a discutir uma com a outra. Tal como Borrão, Pérfido junta-se a Hipólito Lixado para conseguir ganhar o respeito de todos os outros. Mas, ao contrário do rei dos ogres, Pérfido é bastante inteligente e sabe que não deve ficar mal visto perante o poderoso feiticeiro.
- Fada Virgulinha - Pequena, divertida e sempre com um truque na manga, a Fada Virgulinha é uma jovem fada que viaja pela Terra das Letras em busca de aventuras. Tendo o poder mágico de se transformar em qualquer criatura que queira (como um dragão, um grifo, um peixe, uma estrela cadente ou um simples porquinho da Índia), a Virgulinha é adepta de pregar partidas aos outros, mas ao contrário de Borrão e dos seus ogres, as suas partidas são na sua maior parte inofensivas e servem apenas para dar umas gargalhadas. Quando conhece Vicente e os amigos na terra do "C" torna-se na sua guia, avisando-os de perigos e indicando-lhes passagens secretas que os ajudarão na sua demanda.
- Gnomo Aspinhas - Velho, sábio e com uma dose de impaciência, assim se descreve o Gnomo Aspinhas. Sendo um velho amigo de Virgulinha, esta pede-lhe que ajude Vicente, Orlando e Casimiro quando estes chegam à terra do "Q". Conhecedor da história dos diferentes países da Terra das Letras, e acompanhado do seu fiel bordão mágico, está sempre preparado para tudo. Tal como os três amigos, não gosta nada de Hipólito Lixado, que descreve como sendo um tipo desprezível, responsável pelas mais variadas atrocidades na Terra das Letras.
- Ponto Mago - O Ponto Mago é um viajante inter-dimensional que foi em parte o responsável pela criação do reino de Fantasia ao ter dado aos seus fundadores, o leão e o boi, a caixa das Letras, que assim os ajudou a compreender os outros animais, e vice-versa. Junta-se a Vicente e ao resto do grupo quando estes chegam à terra da letra "S", ajudando-os a perseguir o malvado Hipólito Lixado.

## Episódios
| Episódio | Nome do Episódio                    |
| -------- | ----------------------------------- |
| 1        | Um Novo Rei para Fantasia           |
| 2        | O Roubo da Letra R                  |
| 3        | A Terra das Letras                  |
| 4        | A Fada Virgulinha                   |
| 5        | O Rei Borrão                        |
| 6        | A Mulher Flor e o General Fala Só   |
| 7        | Combate na Arena do J               |
| 8        | Divididos no Labirinto do K         |
| 9        | Reunião de Amigos                   |
| 10       | O Gnomo Aspinhas                    |
| 11       | Emboscada na Terra do R             |
| 12       | O Ponto Mago Junta-se à Perseguição |
| 13       | Regresso a Casa                     |